# Милена Атанасова (дизайнерка)
Милена Атанасова е българска дизайнерка и художничка.

## Биография
Милена Атанасова е родена през 1963 г. в София.
Тя е бивша телевизионна водеща и продуцент на предаването Boutique à la maison по ,,7 дни ТВ" в София. Тя е и автор на концепцията на програмата „Официален регистър“ през 1996 г.
Тя е основател на модна къща „Милена-Арт“. През 1997 г. прави модно ревю: „Приказка за възрастни“ с участието на Богдана Карадочева в НДК, София. Тогава основава и първия моден европейски клуб в София. По време на подготовката за ревюто тя губи баща си, а по-късно почиват и съпругът, и братът на дизайнерката. Тези събития я карат да предприема драстична промяна и тя се мести в Париж, където дълги години е живял дядо ѝ. Прекъсва кариерата си на моден дизайнер и започва да изучава средновековна архитектура и иконография, а след това и вътрешна архитектура. Въпреки успеха ѝ, всички професори в института са категорични, че тя не бива са похабява потенциала си като моден дизайнер и след като завършва обучението си по архитектура, почва обучение към института за изкуства и дизайн „Дюпере“.
От средата на 2002 г. тя се присъединява към света на художниците и дизайнерите, като работи за Givenchy, Lanvin, Louis Vuitton, Стела Маккартни и модния гигант Александър Маккуин. Предложен ѝ е дългосрочен договор от „Диор“, но се налага да откаже, тъй като вече била приела да работи в Givenchy.
Създава  собствена, авторска концепция и техника ''Рисувам Вивалди'', която представя  през 2012 година  в Париж.
Понастоящем живее в Париж и работи като консултант и професор в Центъра за визуални изкуства „Студио MVL“, преподаващ визуално изкуство и модна илюстрация. Като дизайнер и художник, тя посвещава по-голямата част от времето си на цветове, материали, текстури и форми.